# Fireball (албум)
Fireball је 5. албум рок бенда Deep Purple који је објављен у Америци 1971. године од стране дискографске куће Варнер Брос, а у Британији Харвест Рекордс. Ово је први њихов албум који је дошао на прво место британске топ листе албума. У извођењу ових песама учествовала је њихова друга постава:

## Издања и реиздања
Оригинално винил издање објавио је Harvest LP-паковању уз приложен текст песама.
У септембру 2010 представљено је ограничено издање 24k gold CD. Овај CD ремастеровао је Стив Хофман на бази оригиналних трака. gold CD садржи оригинални списак песама са САД издања са песмом "Strange Kind of Woman" и нема "Demon's Eye".

## Коментари чланова групе о албуму
Већина бенда не сматра албум класичним, иако је један од њих Ијан Гилан сматрао другачје. Он је навео у интервјуу 1974. године разлог због којег има такво мишљење је прво аспект стварања тог албума који је омогућио врло добра истраживања. Нека од нумера на том албуму су стварно инвентивни. Поред тога, Ијан Гилан је такође рекао да је укључивање песме "Anyone's Daughter" у овај албум "Добар за мало забаве, али грешка".
Блекмор је јавно изјавио да он није био претерано задовољан овим албумом. Он је рекао да је продукција катастрофа. "Нисмо имали времена, свирајући овде, онде, тамо, а поред тога мораа да се направи ЛП. Рекао сам им, хоћете ли ЛП морам да нам дате времена, али нису. Само смо бацили идеје и време".

## Каснији утицаји
У једној епизоди That Metal Show која је емитована 9. априла 2011. године, виртуоз на гитари Ингви Малмстен је изјавио да му је његова старија сестра поклонина албум Fireball када је имао осам година, и то је унело велике промене код њега. Слично томе, бубњар групе Металика Ларс Урлих је навео да је купио копију албума Fireball, што је њега његовог оца након 12 сати одвело на концерт групе Деп Перпл у Копенхагену 1973. године и он приписује концерту и албуму да су изазвали његово интересовање за хард рок музику.

## Оригинално европско издање
Све песме су написали Ричи Блекмор, Ијан Гилан, Роџер Главер, Џон Лорд и Ијан Пејс.
| №  | Назив             | Трајање |  |
| 1. | Fireball          | 3:25    |  |
| 2. | No No No          | 6:54    |  |
| 3. | Demon's Eye       | 5:19    |  |
| 4. | Anyone's Daughter | 4:43    |  |

| №  | Назив       | Трајање |  |
| 1. | The Mule    | 5:23    |  |
| 2. | Fools       | 8:21    |  |
| 3. | No One Came | 6:28    |  |

### Оригинал САД/Канадско/Јапанско издање
| №  | Назив                 | Трајање |  |
| 1. | Fireball              | 3:25    |  |
| 2. | No No No              | 6:54    |  |
| 3. | Strange Kind of Woman | 4:07    |  |
| 4. | Anyone's Daughter     | 4:43    |  |

| №  | Назив       | Трајање |  |
| 1. | The Mule    | 5:23    |  |
| 2. | Fools       | 8:21    |  |
| 3. | No One Came | 6:28    |  |

| №   | Назив                                                                                          | Трајање |  |
| 8.  | Strange Kind of Woman (a-side remix '96)                                                       | 4:07    |  |
| 9.  | I'm Alone (single b-side) (b-side)                                                             | 3:08    |  |
| 10. | Freedom (album out-take)                                                                       | 3:37    |  |
| 11. | Slow Train (album out-take)                                                                    | 5:38    |  |
| 12. | Demon's Eye (remix '96)                                                                        | 6:13    |  |
| 13. | The Noise Abatement Society Tapes (Midnight in Moscow, Robin Hood, William Tell) (Traditional) | 4:17    |  |
| 14. | Fireball (take 1 – instrumental)                                                               | 4:09    |  |
| 15. | No One Came (remix '96)                                                                        | 6:24    |  |

## Састав
Дип перпл
Ијан Гилан - вокали, хармоника, удараљке
Ричи Блекмор - гитара
Роџер Главер - бас
Џон Лорд - клавијатуре
Ијан Пејс - бубњеви
Production
- Снимљено између септембар 1970 и јуни 1971 у De Lane Lea Studios, Olympic Studios, и The Hermitage
- Инжињери Martin Birch, Lou Austin и Alan O'Duffy
- Peter Mew – оригинал албум ремастеринг
- Tom Bender – инжињер који је радио на бонус песмама

## Издања по државама
- Уједињено Краљевство	1971	Harvest, Harvest	SHVL 793, IE 064 o 92726	Fireball ‎(LP, Album, Tex)
- Холандија	1971	Harvest	5C 062-92726	Fire Ball ‎(LP, Album)
- Иран	1971	Hit Stereo	SHLP-623	Fire Ball ‎(LP, Album)
- Холандија	1971	Harvest, Harvest	5C 062-92726, 1C 062-92 726	Fire Ball ‎(LP, Album, Gat)
- Немачка	1971	Harvest	1C 244-92 726	Fireball ‎(Cass, Album)
- Нови Зеланд	1971	Harvest	TC-SHVL 793	Fireball ‎(Cass, Album)
- Уједињено Краљевство	1971	Harvest, Harvest	TC-SHVL 793, 1E 244 ০ 92726	Fireball ‎(Cass, Album)
- Уједињено Краљевство	1971	Harvest, Harvest	TC-SHVL 793, IE 244 o 92726	Fireball ‎(Cass, Album)
- Сједињене Америчке Државе	1971	Warner Bros. Records	M5 2564 B	Fireball ‎(Cass, Album)
- Италија	1971	Harvest	3C 244-92726	Fireball ‎(Cass, Album)
- Сједињене Америчке Државе	1971	Warner Bros. Records	M5 2564 B	Fireball ‎(Cass, Album, Cla)
- Сједињене Америчке Државе	1971	Warner Bros. Records	BS 2564	Fireball ‎(LP)
- Сједињене Америчке Државе	1971	Warner Bros. Records Inc.	BS 2564	Fireball ‎(LP, Album)
- Скандинавија	1971	Harvest, Harvest	SHVL 793, 1E 064 o 92726	Fireball ‎(LP, Album)
- Данска	1971	Harvest, Harvest	SHVL 793, IE 064 o 92726	Fireball ‎(LP, Album)
- Сједињене Америчке Државе	1971	Harvest	SHVL 793	Fireball ‎(LP, Album)
- Канада	1971	Warner Bros. Records	BS 2564	Fireball ‎(LP, Album)
- Грчка	1971	Harvest, Harvest	SHVL 793, 2J 062-92726	Fireball ‎(LP, Album)
- Скандинавија	1971	Harvest, Harvest	SHVL 793, 1E 064 o 92726	Fireball ‎(LP, Album)
- Шведска	1971	Harvest, Harvest	SHVL 793, 1E 064 o 92726	Fireball ‎(LP, Album)
- Израел	1971	Harvest, EMI	SHVL 793	Fireball ‎(LP, Album)
- Турска	1971	Stateside	TLS 9	Fireball ‎(LP, Album)
- Скандинавија	1971	Harvest, Harvest	SHVL 793, 1E 064 o 92726	Fireball ‎(LP, Album)
- Португал	1971	Stateside	8E 062-92726	Fireball ‎(LP, Album)
- Индија	1971	Harvest	SHVL 793	Fireball ‎(LP, Album)
- Канада	1971	Warner Bros. Records	BS 2564	Fireball ‎(LP, Album)
- Јужна Африка	1971	Harvest	SHVLJ (D) 793	Fireball ‎(LP, Album)
- Сингапур,  Малезија &  Хонг Конг	1971	Harvest, Harvest	SHVL 793, 1E 064 o 92726	Fireball ‎(LP, Album)
- Шпанија	1971	Harvest	J 062-92.726	Fireball ‎(LP, Album)
- Шведска	1971	Harvest, Harvest	SHVL 793, 1E 064 o 92726	Fireball ‎(LP, Album)
- Грчка	1971	Harvest	SHVL 793	Fireball ‎(LP, Album)
- Немачка	1971	Harvest, EMI	61 239, 1C 062 - 92 726	Fireball ‎(LP, Album, Club)
- Немачка	1971	Harvest, Deutscher Schallplattenclub	28 643-5	Fireball ‎(LP, Album, Club, Gat)
- Јапан	1971	Harvest	SHVL 793	Fireball ‎(LP, Album, Fli)
- Немачка	1971	Harvest	1C 062 - 92 726	Fireball ‎(LP, Album, Gat)
- Аустралија	1971	Harvest	SHVL-793	Fireball ‎(LP, Album, Gat)
- Аустралија	1971	Harvest	SHVL-793	Fireball ‎(LP, Album, Gat)
- Немачка	1971	Harvest	1C 062-92 726	Fireball ‎(LP, Album, Gat)
- Мексико	1971	Capitol Records	SLEM-310	Fireball ‎(LP, Album, Gat)
- Јапан	1971	Warner Bros. Records	P-8092W	Fireball ‎(LP, Album, Gat)
- Сједињене Америчке Државе	1971	Warner Bros. Records	BS 2564	Fireball ‎(LP, Album, Gat)
- Сједињене Америчке Државе	1971	Warner Bros. Records	BS 2564	Fireball ‎(LP, Album, Gat)
- Египат	1971	Harvest	SHVL 793	Fireball ‎(LP, Album, Gat)
- Јужна Кореја	1971	Harvest, Harvest	SHVL-793, OLE 035	Fireball ‎(LP, Album, Gat)
- Италија	1971	Harvest	3C 062-92 726	Fireball ‎(LP, Album, Gat)
- Сједињене Америчке Државе	1971	Warner Bros. Records	BS 2564	Fireball ‎(LP, Album, Promo, Tex)
- Уједињено Краљевство	1971	Harvest, Harvest	SHVL 793, IE 064 o 92726	Fireball ‎(LP, Album, RE, Tex)
- Уједињено Краљевство	1971	Harvest, Harvest	SHVL 793, IE 064 o 92726	Fireball ‎(LP, Album, Tex)
- Уједињено Краљевство	1971	Harvest, Harvest	SHVL 793, IE 064 o 92726	Fireball ‎(LP, Album, Tex)
- Уједињено Краљевство	1971	Harvest, Harvest	SHVL 793, IE 064 o 92726	Fireball ‎(LP, Album, Tex)
- Никарагва	1971	Odeon	SHVL 793	Fireball ‎(LP, Album, Tex)
- Уједињено Краљевство	1971	Harvest, Harvest	SHVL 793, IE 064 o 92726	Fireball ‎(LP, Album, Tex)
- Уједињено Краљевство	1971	Harvest, Harvest	SHVL 793, 1E 064 o 92726	Fireball ‎(LP, Album, Tex)
- Сингапур,  Малезија &  Хонг Конг	1971	Fanfare	FF 12-7	Fireball ‎(LP, Album, Unofficial)
- Република Кина	1971	先鋒	PRC-5176	Fireball ‎(LP, Album, Unofficial)
- Сједињене Америчке Државе	1971	Warner Bros. Records	WST 2564 B	Fireball ‎(Reel, Album)
- Аргентина	1972	Harvest	SHVL 793 (5215/S5215)	Fireball ‎(LP, Album)
- Филипини	1972	Parlophone	SHVL 793	Fireball ‎(LP, Album)
- Венецуела	1972	Odeon	SOLP-7254	Fireball ‎(LP, Album)
- Француска	1972	Harvest, Harvest	SHVL 793, 2 C 064-92726	Fireball ‎(LP, Album, Gat)
- Бразил	1972	Odeon	SXMOFB-456	Fireball ‎(LP, Album, Gat)
- Француска	1972	Harvest, Harvest	SHVL 793, 2 C 064-92726	Fireball ‎(LP, Album, Gat)
- Аргентина	1972	Harvest	6215	Fireball ‎(LP, Album, RE)
- Бразил	1972	Harvest, Harvest	31C 064 92716D, XHVL 1017	Fireball ‎(LP, Album, RE)
- Бразил	1972	Harvest, Harvest	31C 064 92726D, XHVL 1017	Fireball ‎(LP, Album, RE, Gat)
- Израел	1973	Harvest, EMI	SHVL 793	Fireball ‎(LP, Album, lam)
- Италија	1974	Harvest	3C 244 92726	Fireball ‎(Cass, Album, RE)
- Јужна Африка	1974	Harvest, Harvest	SHVL-793, OLE 035	Fireball ‎(LP, Album)
- Јапан	1974	Warner Bros. Records	P-8092W	Fireball ‎(LP, Album, RE, Gat)
- Канада	1974	Warner Bros. Records	BS 2564	Fireball ‎(LP, Album, RE, Gat)
- Венецуела	1975	Odeon	SOLP-7254	Fireball ‎(LP, Album, RE)
- Мексико	1975	Capitol Records	SLEM-310	Fireball ‎(LP, Album, tex)
- Француска	1976	EMI, Harvest	C 242-92.726, 2C 242-92726	Fireball ‎(Cass, Album)
- Грчка	1976	Harvest, Harvest	SHVL 793, 2J 062-92726	Fireball ‎(LP, Album, RE)
- Јапан	1976	Warner Bros. Records	P-10109W	Fireball ‎(LP, Album, RE, Gat)
- Немачка	1977	Harvest, EMI Electrola	1C 072-92 726	Fireball ‎(LP, Album, RE, RP, Gat)
- Француска	1978	Harvest, Pathé Marconi EMI	SHVL 793, 2 C 064-92726	Fireball ‎(LP, Album, RE, Gat)
- Јапан	1981	Warner Bros. Records	P-6506W	Fireball ‎(LP, Album, Ltd, RE)
- Португал	1984	Vecemi, Música E Discos, Lda.	1927261	Fireball ‎(LP, Album, Gat)
- Немачка	1984	Harvest, Fame	1C 038 1575621	Fireball ‎(LP, Album, RE)
- Италија	1984	Harvest	54 1927261	Fireball ‎(LP, Album, RE)
- Јужна Африка	1984	Fame Records (2)	FAME(P)41	Fireball ‎(LP, Album, RE)
- Нови Зеланд	1984	Harvest, $ound Value	SHVL 793, AXIS 139	Fireball ‎(LP, Album, RE)
- Француска	1984	Harvest, Fame	1927261	Fireball ‎(LP, Album, RE)
- Уједињено Краљевство	1985	Harvest	EJ26 0344 0	Fireball ‎(LP, Album, Pic, RE)
- Уједињено Краљевство	1987	Harvest, Harvest	EMS 1255, 19 2726 1	Fireball ‎(LP, Album, RE)
- ?????	1989	EMI	CDP 746240 2	Fireball ‎(CD, Album)
- Уједињено Краљевство	1989	EMI	CDP 746240 2	Fireball ‎(CD, Album)
- Јапан	1989	Warner Bros. Records	20P2-2604	Fireball ‎(CD, Album)
- Јапан	1989	Warner Bros. Records	20P2-2604	Fireball ‎(CD, Album, RE)
- Јапан	1989	Warner Bros. Records	20P2-2604	Fireball ‎(CD, Album, RE, RM, RP)
- Пољска	1989	Joker (4)	J-8910	Fireball ‎(Cass, Album, Unofficial)
- Венецуела	1990	Emi	EMI-25175	Fireball ‎(LP, Album, RE)
- Пољска	1991	MG Records (2)	MG 0142	Fireball ‎(Cass, Album, Unofficial)
- Бразил	1991	EMI	746240 1	Fireball ‎(LP, Album, RE)
- Русија	1993	Santa Records	П93-00541	Fireball ‎(LP, Album, Unofficial)
- ?????	1995	Warner Bros. Records Inc. (2), Avokado Ltd.	20P2-2604, CDP 7 46240 2	Fireball ‎(CD, Album, Unofficial)
- Русија	1996	EMI (2), Harvest (2)	7243 8 53711 2 7	Fireball 25th Anniversary Edition ‎(CD, Album, RM, Unofficial)
- Русија	1996	Aziя Records, Harvest (2)	Azcd-852	Fireball - 25th Anniversary Edition ‎(CD, Album, RM, Unofficial)
- Русија	1996	EMI (2), Harvest (2)	7243 8 53711 2 7	Fireball - 25th Anniversary Edition ‎(CD, Album, RM, Unofficial)
- Уједињено Краљевство &  Европа	1996	EMI, Harvest	7243 8 53711 1 0, DEEPP 2	Fireball - Anniversary Edition ‎(2xLP, Album, Ltd, Gat)
- Русија	1996	EMI (2)	DP 1 039 7 FA	Fireball - Anniversary Edition ‎(CD, Album, RM, Unofficial)
- Уједињено Краљевство	1996	EMI	7243 8 53711 2 7	Fireball 25th Anniversary Edition ‎(CD, Album, RM)
- Уједињено Краљевство	1996	EMI	CDADV100	Fireball ‎(CD, Album, Promo, RM, 25t)
- Јапан	1996	Warner Bros. Records	WPCR-866	Fireball ‎(CD, Album, RE, RM)
- Уједињено Краљевство &  Европа	1996	EMI, EMI, EMI	8 53711 2, 7243 8 53711 2 7, CDDEEPP 2	Fireball ‎(CD, Album, RM, 25t)
- Уједињено Краљевство &  Европа	1996	EMI, EMI	7243 8 53711 2 7, CDDEEPP 2	Fireball ‎(CD, Album, RM, 25t)
- Белгија	1996	EMI	7243 8 53711 2 7	Fireball ‎(CD, Album, RM, 25t)
- Италија	1996	EMI	7243 8 53711 2 7	Fireball ‎(CD, Album, RM, 25t)
- Бразил	1996	EMI, EMI	7243 8 53711 2 7, CDDEEPP 2	Fireball ‎(CD, Album, RM, 25t)
- Уједињено Краљевство	1996	EMI	Not On Label	Fireball ‎(CD, Promo)
- Јапан	1997	Warner Bros. Records	WPCR-1140	Fireball (25th Anniversary Edition) ‎(CD, Album, RE, RM)
- Јапан	1998	WEA Japan, Warner Bros. Records	WPCR-1565	Fireball ‎(CD, Album, RE, RM, Vin)
- Русија	1998	Warner Bros. Records (2), WEA Japan (2)	WPCR-1565	Fireball ‎(CD, Album, RM, Unofficial, Min)
- Јапан	1999	Warner Bros. Records	WPCR-10191	Fireball ‎(CD, Album, RM, 30t)
- Сједињене Америчке Државе	2000	Warner Bros. Records, Rhino Entertainment Company	R2 75651	Fireball ‎(CD, Album, Dlx, RM)
- Русија	2001	SomeWax Recordings	SW097-2	Fireball ‎(CD, Album, Unofficial)
- Русија	2001	SomeWax Recordings	SW097-2	Fireball ‎(CD, Album, Unofficial)
- Јапан	2005	Warner Bros. Records	WPCR-75034	Fireball ‎(CD, Album, RE, RM)
- Јапан	2006	Warner Bros. Records	WPCR-12254	Fireball ‎(CD, Album, RE, RM, Pap)
- Русија	2006	Warner Bros. Records (2)	WPCR-12254	Fireball ‎(CD, Album, Unofficial, Min)
- Сједињене Америчке Државе	2008	Warner Bros. Records, Flashback Records	2564-2	Fireball ‎(CD, Album, RE)
- Јапан	2008	Warner Bros. Records	WPCR-13111	Fireball ‎(CD, Album, RE, RM, SHM)
- Сједињене Америчке Државе	2010	Audio Fidelity (3)	AFZ 098	Fireball ‎(HDCD, Album, Ltd, Num, RE, Gol)
- Сједињене Америчке Државе	2010	Friday Music	FRM 2564	Fireball ‎(LP, Album, Ltd, RE, RM, 180)
- Италија	2011	Gruppo Editoriale L'Espresso S.p.A.	none	Fireball (25th Anniversary Edition) ‎(CD, Album, RE, RM)
- Европа	2011	EMI, EMI	7243 8 53711 2 7, CDDEEPP 2	Fireball ‎(CD, Album, RE, RM, 25t)
- Грчка	2012	Η Καθημερινή, EMI	none	Fireball ‎(CD, Album, RE)
- Јапан	2013	Warner Bros. Records	WPCR-78063	Fireball ‎(CD, Album, RM)
- Русија	2015	Warner Music Russia, Parlophone	9463928992	Fireball (25th Anniversary Edition) ‎(CD, Album, RE, RM, S/Edition, Sli)
- Сједињене Америчке Државе, Canada & Europe	2016	Harvest, Harvest	SHVL 793, 0825646035052	Fireball ‎(LP, Album, RE, 180)
- Сједињене Америчке Државе	2016	Rhino Records (2)	R1 35052	Fireball ‎(LP, Album, RE, 180)
- Русија	непознато	EMI (2), Harvest (2)	7243 8 53711 2 7	Fireball 25th Anniversary Edition ‎(CD, Album, RM, Unofficial)
- Русија	непознато	EMI (2), Harvest (2), Aziя Records	SHVL 793, Azcd-852	Fireball - 25th Anniversary Edition ‎(CD, Album, RM, Unofficial, Min)
- Русија	непознато	EMI (2)	DP FC CD 004	Fireball ‎(CD, Album, RM, Unofficial)
- Пољска	непознато	Triada (2)	T-037	Fireball ‎(Cass, Album, Unofficial)
- Сједињене Америчке Државе	непознато	Warner Bros. Records	M 82564	Fireball ‎(8-Trk, Album, Amp)
- Сједињене Америчке Државе	непознато	Warner Bros. Records	M 82564	Fireball ‎(8-Trk, Album, Lea)
- ?????	непознато	EMI Records Ltd.	CDP 7462402	Fireball ‎(CD, Album)
- Аустралазија	непознато	EMI	CDP 746240 2	Fireball ‎(CD, Album)
- Мађарска	непознато	Ring (4)	RCD 1063	Fireball ‎(CD, Album)
- Европа	непознато	EMI	CDP 7 46240 2	Fireball ‎(CD, Album)
- Аустралазија	непознато	EMI	7 46240 2	Fireball ‎(CD, Album)
- Италија	непознато	EMI	CDPM 7 46240 2	Fireball ‎(CD, Album, RE)
- Европа	непознато	EMI	CDP 7 46240 2	Fireball ‎(CD, Album, RE)
- Сједињене Америчке Државе	непознато	Warner Bros. Records	2564-2	Fireball ‎(CD, Album, RE)
- Уједињено Краљевство &  Европа	непознато	Parlophone	7243 8 53711 2 7	Fireball ‎(CD, Album, RE, RM, 25t)
- Уједињено Краљевство &  Европа	непознато	EMI, EMI	7243 8 53711 2 7, CDDEEPP 2	Fireball ‎(CD, Album, RE, RM, RP, 25t)
- Русија	непознато	EMI (2)	7243 8 53711 2 7	Fireball ‎(CD, Album, RE, RM, RP, Unofficial, 25t)
- Русија	непознато	EMI, Harvest, Gala Records (5)	0946 3928992 9	Fireball ‎(CD, Album, RM, 25t)
- Уједињено Краљевство	непознато	EMI	CDP 746240 2	Fireball ‎(CD, Album, RM, RP)
- Бразил	непознато	EMI	7243 8 53711 2 7	Fireball ‎(CD, Album, RM, RP, 25t)
- Русија	непознато	EMI (2)	DP 1 0039 7 FA	Fireball ‎(CD, Album, RM, Unofficial, 25t)
- Русија	непознато	EMI (2)	CDP 746240 2	Fireball ‎(CD, Album, Unofficial)
- Русија	непознато	Not On Label (Deep Purple)	GRCD 015	Fireball ‎(CD, Album, Unofficial)
- Мађарска	непознато	Euroton	EUCD-0066	Fireball ‎(CD, Album, Unofficial)
- Пољска	непознато	Selles	SELL 1089	Fireball ‎(CD, RE, RM, Unofficial)
- Грчка	непознато	Harvest	TC-SHVL 793	Fireball ‎(Cass, Album)
- Европа	непознато	Harvest, Fame, EMI, Harvest, Fame, EMI	1C 238 1575624, 1A 238-1575624	Fireball ‎(Cass, Album)
- Канада	непознато	Warner Bros. Records	CWX 2564	Fireball ‎(Cass, Album)
- Сједињене Америчке Државе	непознато	Warner Bros. Records	M5 2564	Fireball ‎(Cass, Album, RE)
- Уједињено Краљевство	непознато	Fame, Harvest, EMI	TC-FA 41 3093 4	Fireball ‎(Cass, Album, RE)
- Италија	непознато	EMI	54 1927264	Fireball ‎(Cass, Album, RE)
- Канада	непознато	Warner Bros. Records	CWX 2564	Fireball ‎(Cass, Album, RE)
- Шпанија	непознато	Harvest, EMI, Fama (4)	256 1927264	Fireball ‎(Cass, Album, RE)
- Пољска	непознато	Takt Music, Not On Label (Deep Purple)	938, none	Fireball ‎(Cass, Album, RE, Unofficial)
- Украјина	непознато	Western Thunder Records	WT-429	Fireball ‎(Cass, Album, Unofficial)
- Украјина	непознато	Euro Star, Rare Bread	none	Fireball ‎(Cass, Album, Unofficial)
- Пољска	непознато	Alfa Music (2)	M 064	Fireball ‎(Cass, Album, Unofficial)
- Пољска	непознато	MG Records (2)	MG 0142	Fireball ‎(Cass, Album, Unofficial)
- Русија	непознато	Not On Label	none	Fireball ‎(Cass, Album, Unofficial)
- ?????	непознато	Not On Label (Deep Purple)	none	Fireball ‎(Cass, Album, Unofficial)
- Сједињене Америчке Државе	непознато	Warner Bros. Records	M 52564 C 113509	Fireball ‎(Cass, Club)
- Сједињене Америчке Државе	непознато	Warner Bros. Records	BS 2564	Fireball ‎(LP, Album)
- Израел	непознато	Portrait, Fame	PTR 32701	Fireball ‎(LP, Album)
- Индија	непознато	Harvest, Fame	SHVL 793	Fireball ‎(LP, Album)
- Израел	непознато	Harvest, EMI	SHVL 793	Fireball ‎(LP, Album)
- Нови Зеланд	непознато	Harvest, World Record Club	SHVL 793, WRC E.1115	Fireball ‎(LP, Album, Club)
- Европа	непознато	Harvest, Harvest	1A 062-92726, 1C 198-54 021	Fireball ‎(LP, Album, Gat)
- Француска	непознато	Harvest, Pathé Marconi EMI	SHVL 793, 2C 064-92726	Fireball ‎(LP, Album, Gat)
- Француска	непознато	Harvest, Pathé Marconi EMI	SHVL 793, 2C 064-92726	Fireball ‎(LP, Album, Gat)
- Канада	непознато	Warner Bros. Records	BS 2564	Fireball ‎(LP, Album, RE)
- Канада	непознато	Warner Bros. Records, Warner Bros. Records	BS 2564, 2564	Fireball ‎(LP, Album, RE)
- Канада	непознато	Warner Bros. Records	BS 2564	Fireball ‎(LP, Album, RE)
- Италија	непознато	Harvest	54 1927261	Fireball ‎(LP, Album, RE)
- Сједињене Америчке Државе	непознато	Warner Bros. Records	BS 2564	Fireball ‎(LP, Album, RE)
- Сједињене Америчке Државе	непознато	Warner Bros. Records, Warner Bros. Records	BS 2564, 2564	Fireball ‎(LP, Album, RE)
- Сједињене Америчке Државе	непознато	Warner Bros. Records, Warner Bros. Records	BS 2564, 2564	Fireball ‎(LP, Album, RE)
- Уједињено Краљевство	непознато	Fame Records (2)	FA 4130931	Fireball ‎(LP, Album, RE)
- Европа	непознато	Harvest, Fame	1A 038 1575621	Fireball ‎(LP, Album, RE)
- Сједињене Америчке Државе	непознато	Warner Bros. Records	BS 2564	Fireball ‎(LP, Album, RE)
- Канада	непознато	Warner Bros. Records	BS 2564	Fireball ‎(LP, Album, RE, Gat)
- Европа	непознато	Harvest, Harvest	1A 062-92726, 1C 198-54 021	Fireball ‎(LP, Album, RE, Gat)
- Холандија	непознато	Harvest	1A 062-92726	Fireball ‎(LP, Album, RE, Gat)
- Сједињене Америчке Државе	непознато	Warner Bros. Records	BS 2564	Fireball ‎(LP, Album, RE, Ter)
- Уједињено Краљевство	непознато	Harvest, Harvest	SHVL 793, IE 064 o 92726	Fireball ‎(LP, Album, RE, tex)
- Уједињено Краљевство	непознато	Harvest, Harvest	SHVL 793, IE 064 o 92726	Fireball ‎(LP, Album, RP)
- Грчка	непознато	Harvest, Harvest	14C 062-92726, 2J 062-92726	Fireball ‎(LP, Album, RP)
- Уједињено Краљевство	непознато	Harvest, Harvest	SHVL 793, IE 064 o 92726	Fireball ‎(LP, Album, RP)
- Италија	непознато	Harvest, Harvest	3C 064-92 726, 3C 062-92 726	Fireball ‎(LP, Album, RP, Gat)
- Италија	непознато	Harvest, Harvest	3 C 064-92726, 3C 064 -92726	Fireball ‎(LP, Album, RP, Gat)
- Немачка	непознато	Harvest	1C 062-92 726	Fireball ‎(LP, Album, RP, Gat)
- Немачка	непознато	Harvest	1C 062 - 92 726	Fireball ‎(LP, Album, RP, Gat)
- Република Кина	непознато	中聲	CSJ-1171	Fireball ‎(LP, Album, Unofficial)
- Уједињено Краљевство	непознато	Harvest, Harvest	SHVL 793, IE 064 o 92726	Fireball ‎(LP, Album, tex)